# Sorel-Moussel
Pour les articles homonymes, voir Sorel.
Sorel-Moussel est une commune française du département d'Eure-et-Loir, en région Centre-Val de Loire. Elle comprend notamment le site préhistorique de Fort Harrouard au bord de l'Eure.

## Géographie

### Situation
La commune de Sorel-Moussel se situe dans le nord du département d'Eure-et-Loir, aux confins des régions Centre-Val de Loire, Normandie et Île-de-France. Elle est limitrophe du département de l'Eure à l'ouest, avec le département des Yvelines à 15 km à l'est. Elle se trouve à environ 14 km km au nord de Dreux, 52 km au nord de Chartres, 82 km à l'ouest de Paris et 92 km au sud de Rouen.

Situation géographique
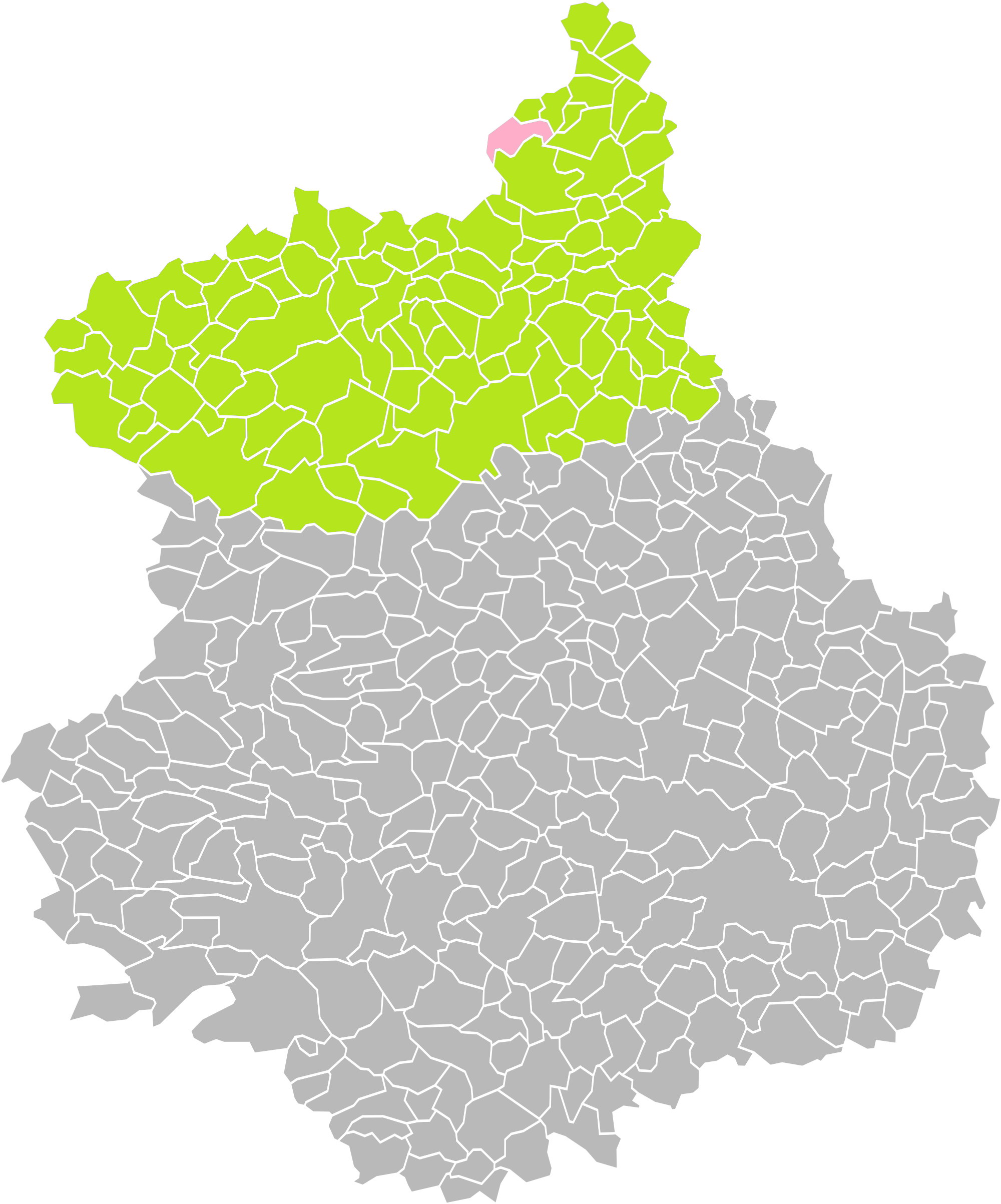
Sorel-Moussel dans son arrondissement.
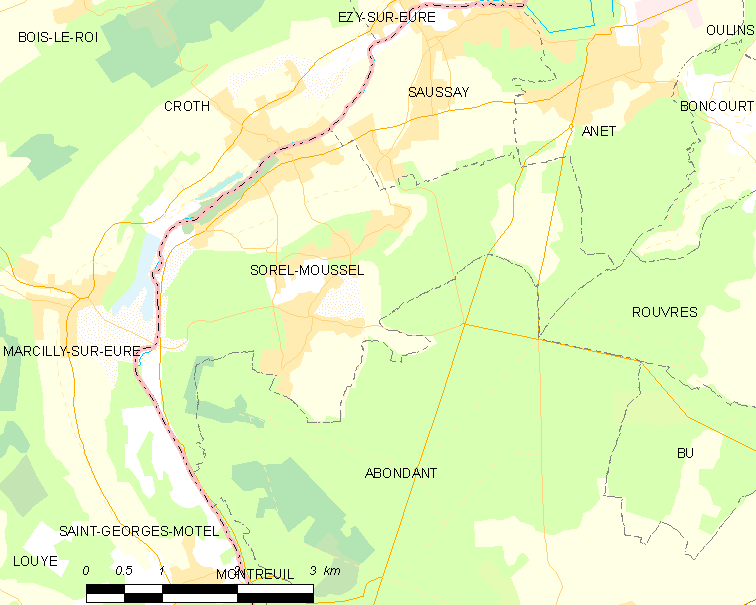
Carte de la commune de Sorel-Moussel.

### Communes limitrophes
| Croth (Eure)             | Croth (Eure)  | Saussay |
| Marcilly-sur-Eure (Eure) | Sorel-Moussel | Anet    |
| Marcilly-sur-Eure (Eure) | Abondant      | Rouvres |

### Hameaux et écarts
Bordée au nord et à l'ouest par la rivière Eure, elle est constituée d'un grand nombre de hameaux :
- le Bailly
- la Boissière
- la Briquetterie
- La Charmoie
- les Christophes
- les Duvaux
- la Ferme Brûlée
- Ficelle (ferme)
- Hauterive
- les Hauteurs, incluant :
  - Beauregard
  - les Rousseaux
  - les Sorniers
- les Hoguets
- les Hues
- les Maisons Neuves
- la Malignerie
- les Maries (Hautes et Basses)
- le Moussel (Saint-Roch)
- le Pied des Côtes
- La Poussarderie
- la Robertière
- Sorel
- le Terrier
- La Vallée aux Loutres
- les Vieilles Ventes

### Climat
Pour des articles plus généraux, voir Climat du Centre-Val de Loire et Climat d'Eure-et-Loir.
En 2010, le climat de la commune est de type climat océanique dégradé des plaines du Centre et du Nord, selon une étude du CNRS s'appuyant sur une série de données couvrant la période 1971-2000. En 2020, Météo-France publie une typologie des climats de la France métropolitaine dans laquelle la commune est exposée à un climat océanique et est dans la région climatique  Sud-ouest du bassin Parisien, caractérisée par une faible pluviométrie, notamment au printemps (120 à 150 mm) et un hiver froid (3,5 °C). 
Pour la période 1971-2000, la température annuelle moyenne est de 10,7 °C, avec une amplitude thermique annuelle de 14,4 °C. Le cumul annuel moyen de précipitations est de 619 mm, avec 10,6 jours de précipitations en janvier et 7,8 jours en juillet. Pour la période 1991-2020, la température moyenne annuelle observée sur la station météorologique de Météo-France la plus proche, « Bû_sapc », sur la commune de Bû à 10 km à vol d'oiseau, est de 11,4 °C et le cumul annuel moyen de précipitations est de 633,2 mm,. Pour l'avenir, les paramètres climatiques de la commune estimés pour 2050 selon différents scénarios d'émission de gaz à effet de serre sont consultables sur un site dédié publié par Météo-France en novembre 2022.

## Urbanisme

### Typologie
Au 1er janvier 2024, Sorel-Moussel est catégorisée commune rurale à habitat dispersé, selon la nouvelle grille communale de densité à 7 niveaux définie par l'Insee en 2022.
Elle appartient à l'unité urbaine d'Ézy-sur-Eure, une agglomération inter-régionale dont elle est une commune de la banlieue,. Par ailleurs la commune fait partie de l'aire d'attraction de Paris, dont elle est une commune de la couronne,. 

### Occupation des sols
L'occupation des sols de la commune, telle qu'elle ressort de la base de données européenne d’occupation biophysique des sols Corine Land Cover (CLC), est marquée par l'importance des forêts et milieux semi-naturels (46,7 % en 2018), en diminution par rapport à 1990 (47,9 %). La répartition détaillée en 2018 est la suivante :
forêts (46,7 %), terres arables (30,3 %), zones urbanisées (17,8 %), zones agricoles hétérogènes (4 %), prairies (1,1 %). L'évolution de l’occupation des sols de la commune et de ses infrastructures peut être observée sur les différentes représentations cartographiques du territoire : la carte de Cassini (XVIIIe siècle), la carte d'état-major (1820-1866) et les cartes ou photos aériennes de l'IGN pour la période actuelle (1950 à aujourd'hui).

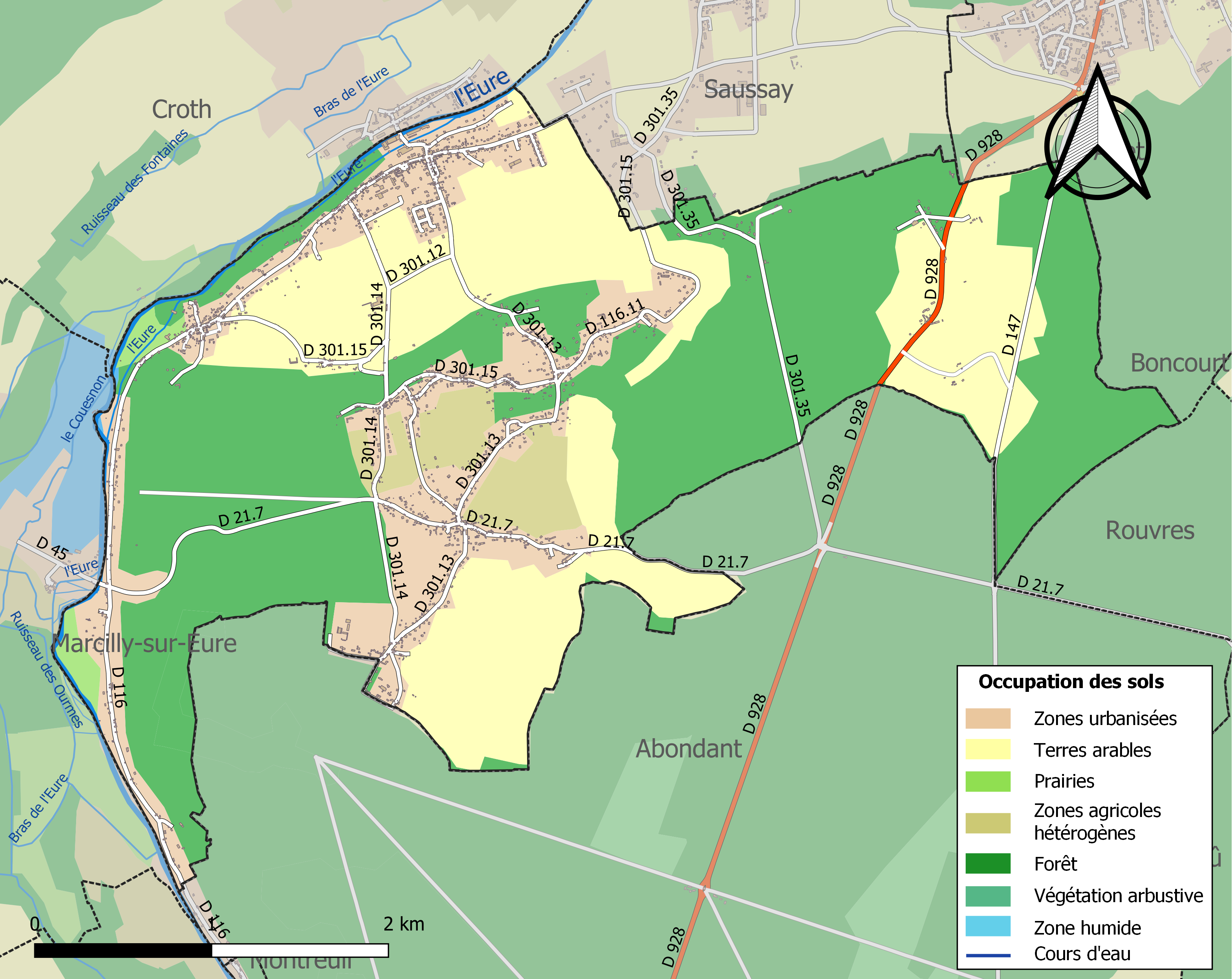
Carte des infrastructures et de l'occupation des sols de la commune en 2018 (CLC).

### Risques majeurs
Le territoire de la commune de Sorel-Moussel est vulnérable à différents aléas naturels : météorologiques (tempête, orage, neige, grand froid, canicule ou sécheresse), inondations, mouvements de terrains et séisme (sismicité très faible). Il est également exposé à un risque technologique, le transport de matières dangereuses. Un site publié par le BRGM permet d'évaluer simplement et rapidement les risques d'un bien localisé soit par son adresse soit par le numéro de sa parcelle.

#### Risques naturels
Certaines parties du territoire communal sont susceptibles d’être affectées par le risque d’inondation par débordement de cours d'eau, notamment l'Eure. La commune a été reconnue en état de catastrophe naturelle au titre des dommages causés par les inondations et coulées de boue survenues en 1995 et 1999,.

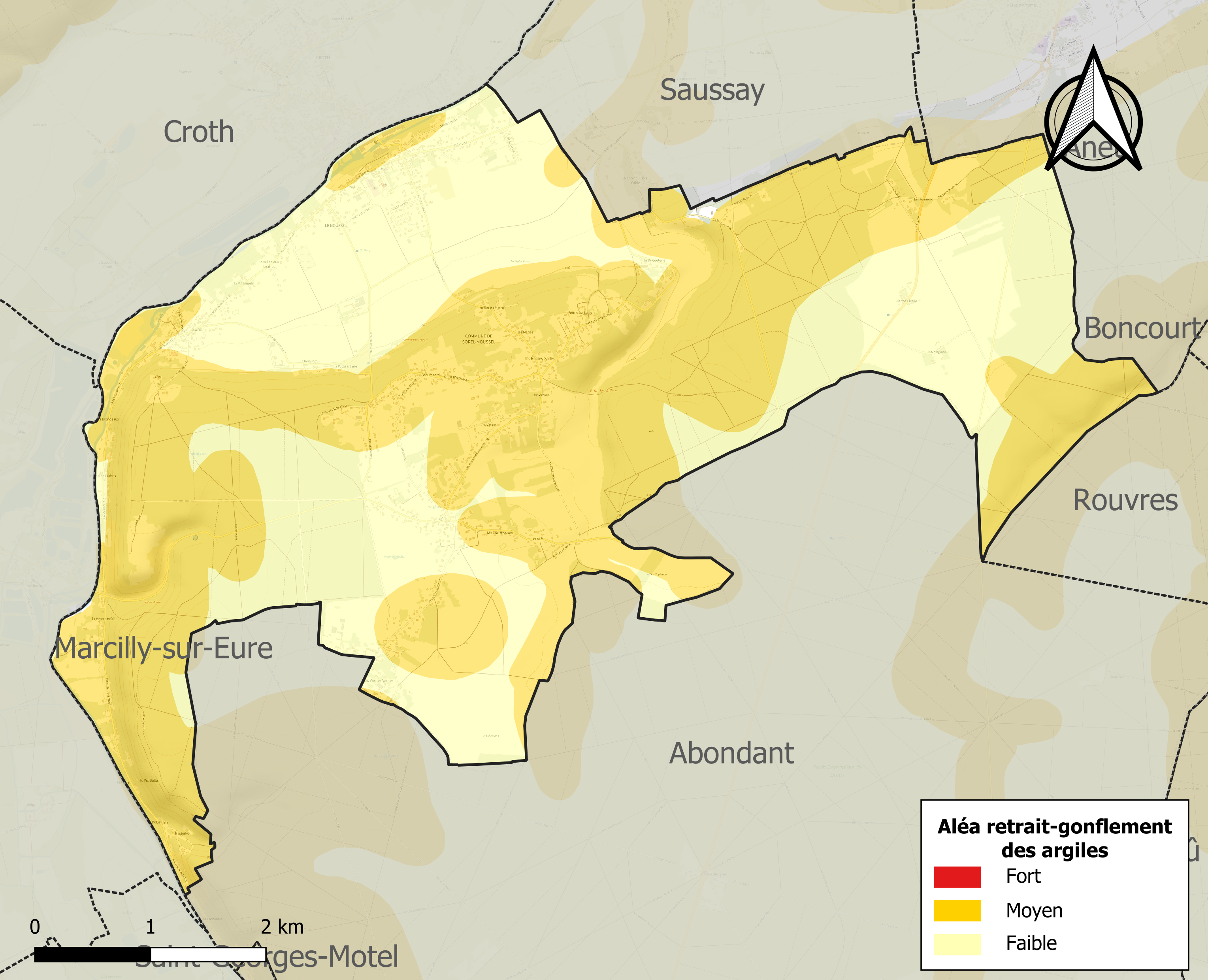
Carte des zones d'aléa retrait-gonflement des sols argileux de Sorel-Moussel.

Les mouvements de terrains susceptibles de se produire sur la commune sont des mouvements de sols liés à la présence d'argile, des affaissements et effondrements liés aux cavités souterraines (hors mines) et des effondrements généralisés. L'inventaire national des cavités souterraines permet de localiser celles situées sur la commune.
Le retrait-gonflement des sols argileux est susceptible d'engendrer des dommages importants aux bâtiments en cas d’alternance de périodes de sécheresse et de pluie. 57,8 % de la superficie communale est en aléa moyen ou fort (52,8 % au niveau départemental et 48,5 % au niveau national). Sur les 881 bâtiments dénombrés sur la commune en 2019, 472 sont en aléa moyen ou fort, soit 54 %, à comparer aux 70 % au niveau départemental et 54 % au niveau national. Une cartographie de l'exposition du territoire national au retrait gonflement des sols argileux est disponible sur le site du BRGM,.
Concernant les mouvements de terrains, la commune a été reconnue en état de catastrophe naturelle au titre des dommages causés par la sécheresse en 1996 et par des mouvements de terrain en 1999.

#### Risques technologiques
Le risque de transport de matières dangereuses sur la commune est lié à sa traversée par des infrastructures routières ou ferroviaires importantes ou la présence d'une canalisation de transport d'hydrocarbures. Un accident se produisant sur de telles infrastructures est en effet susceptible d’avoir des effets graves au bâti ou aux personnes jusqu’à 350 m, selon la nature du matériau transporté. Des dispositions d’urbanisme peuvent être préconisées en conséquence.

## Toponymie
Au XIIe siècle, Sorel était une succursale de la paroisse du Moncel (aujourd'hui Moussel).
Sorel est attesté sous la forme Sorellum en 1104. Sorel est un nom de famille assez fréquent dans la Normandie voisine, dérivé de sor, saur, roux, fauve, sobriquet d’après la couleur des cheveux.
Moussel (Moncel) est attesté sous la forme « ecclesia sancte Marie de Moncellis cura capella de Sorel ». Moussel est un toponyme désignant le plus souvent une petite colline (variante de moncel, monceau).

## Histoire
- En bordure de l'Eure dans le sud-ouest de la commune, se trouve le site archéologique de Fort Harrouard, un village agropastoral du Néolithique. Lors des fouilles, du mobilier a été découvert (voir photos).

La première présence humaine avérée sur la commune de Sorel-Moussel remonte donc au Néolithique.
- Le fief de Sorel est détaché du domaine royal au Xe siècle au profit des seigneurs du Thymerais. Il y est réintégré après la mort en 1248 de Jean de Châteauneuf, fils de Hughes III, baron de Châteauneuf-en-Thymerais, et d'Aliénor de Dreux.
- Entre le 29 janvier 1939 et le 8 février, plus de 2 000 réfugiés espagnols fuyant l'effondrement de la république espagnole devant les troupes de Franco, arrivent en Eure-et-Loir. Devant l'insuffisance des structures d'accueil (le camp de Lucé et la prison de Châteaudun rouverte pour l’occasion), 53 villages sont mis à contribution[23], dont Sorel-Moussel[24]. Les réfugiés, essentiellement des femmes et des enfants (les hommes sont désarmés et retenus dans le sud de la France), sont soumis à une quarantaine stricte, vaccinés, le courrier est limité, le ravitaillement, s'il est peu varié et cuisiné à la française, est cependant assuré[25]. Une partie des réfugiés rentrent en Espagne, incités par le gouvernement français qui facilite conditions du retour, mais en décembre, 922 ont préféré rester et sont rassemblés à Dreux et Lucé[26].

## Politique et administration

### Liste des maires
| Période                                  | Période  | Identité         | Étiquette | Qualité      |
| ---------------------------------------- | -------- | ---------------- | --------- | ------------ |
| Les données manquantes sont à compléter. |          |                  |           |              |
| 1945                                     | 1979     | Jean Moreau      |           |              |
| 1979                                     | 2017     | Norbert Maître   | UMP-LR    | Retraité     |
| septembre 2017                           | En cours | Gilbert Galland, |           | Ancien cadre |

## Population et société

### Démographie
| 1793 | 1800 | 1806 | 1821 | 1831 | 1836 | 1841 | 1846 | 1851 |
| ---- | ---- | ---- | ---- | ---- | ---- | ---- | ---- | ---- |
| 913  | 762  | 946  | 846  | 881  | 869  | 860  | 892  | 875  |

| 1856 | 1861  | 1866  | 1872  | 1876  | 1881  | 1886  | 1891 | 1896 |
| ---- | ----- | ----- | ----- | ----- | ----- | ----- | ---- | ---- |
| 902  | 1 053 | 1 110 | 1 056 | 1 045 | 1 018 | 1 008 | 966  | 939  |

| 1901 | 1906 | 1911 | 1921 | 1926 | 1931 | 1936 | 1946 | 1954 |
| ---- | ---- | ---- | ---- | ---- | ---- | ---- | ---- | ---- |
| 950  | 920  | 934  | 847  | 864  | 840  | 774  | 709  | 720  |

| 1962 | 1968 | 1975 | 1982  | 1990  | 1999  | 2005  | 2006  | 2010  |
| ---- | ---- | ---- | ----- | ----- | ----- | ----- | ----- | ----- |
| 848  | 822  | 894  | 1 011 | 1 317 | 1 479 | 1 797 | 1 810 | 1 767 |

| 2015  | 2020  | 2022  | - | - | - | - | - | - |
| ----- | ----- | ----- | - | - | - | - | - | - |
| 1 798 | 1 740 | 1 782 | - | - | - | - | - | - |

### Manifestations culturelles et festivités
Tous les ans a lieu la course cycliste Paris-Sorel (31e édition en 2013). Elle réunit entre 100 et 150 coureurs sur une centaine de kilomètres. Le départ a lieu à Houdan avec passages à Saint-Lubin-de-la-Haye, Berchères-sur-Vesgre, Oulins et Anet. L'arrivée a lieu en haut de la côte Bilbeau (lieu-dit les Hauteurs de Sorel).

## Patrimoine

### Château de Sorel
Classé MH (1862)

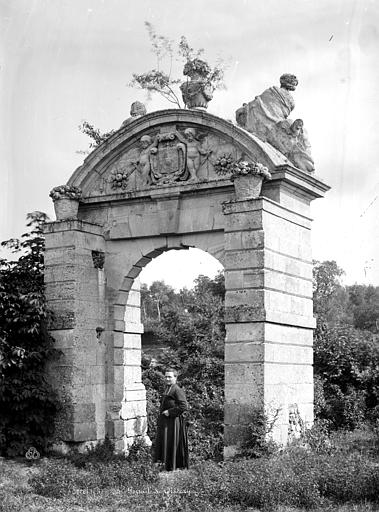
Porte monumentale du château de Sorel par Mieusement, XVIIe siècle

Le château de Sorel a été précédé par une motte du Xe siècle bâtie pour lutter contre les raids vikings. Situé sur le promontoire de Sorel dominant l'Eure en rive droite en aval de Dreux et qui offrait protection contre ces attaques, elle appartenait alors en fief aux seigneurs de Thymerais (Châteauneuf-en-Thymerais).
La motte se transforme progressivement en forteresse avec l'adjonction d'un donjon et de remparts construits en pierre, et devient la propriété de Gervais († env. 1116), grand sénéchal de France sous Philippe Ier. Au XIIIe siècle Philippe de Dreux, évêque-comte de Beauvais, détruit la forteresse qui est subséquemment reconstruite par son neveu.
Au XIVe siècle la forteresse passe dans les mains de Pierre II d'Alençon (1340 - 1404), puis de la famille de Laval, et pendant le XVe siècle à la famille d'Albret. Sous Louis XI elle est un élément-clé de la défense de l'Île-de-France contre les attaques des Anglais.
Au XVIe siècle le château, devenue une résidence de plaisance, passe à Pierre Séguier (1504-1580), fondateur de la famille Séguier, l'une des plus puissantes familles de robe de l'Ancien Régime. Le fils de Pierre Séguier en hérite ; mais étant passé dans le camp de Henri de Navarre, protestant et futur Henri IV, la Ligue catholique détruit le château. Son héritier fait rebâtir le château au XVIIe siècle, sous sa forme actuelle ; le portail fort remarqué est quant à lui construit par la génération suivante.
Pendant les XVIIe et XVIIIe siècles, la demeure passe au duc de Luynes, à la famille Dyel du Parquet, au financier Antoine Crozat (1655-1738), à Louis-Charles de Bourbon prince d’Anet et comte de Dreux, à la princesse Anne de Condé, à la duchesse du Maine, au prince de Dombes et au comte d’Eu puis duc de Penthièvre (1725 - 1793). Mais ces siècles voient le déclin du château au profit du château d'Anet qui avait appartenu à Diane de Poitiers, maîtresse d'Henri II. Il est même question de livrer le château aux marchands de pierre et autres matériaux - ce qui finit par arriver avec la Révolution. Louise-Marie-Adélaïde de Bourbon (1753-1821), fille du duc de Penthièvre, revient d'exil lorsque Napoléon tombe et en rachète les ruines en 1820. Son fils le roi Louis-Philippe en hérite mais la chute de la monarchie de juillet amène la confiscation des biens de la famille d’Orléans en 1848.
Ce qui reste du château (le pavillon de chasse du XVIIIe siècle et le portail) est classé monument historique en 1862 et est ainsi préservé d'une disparition complète. En 1872 la propriété passe à la famille d’Orléans, qui en fait restaurer une partie à l’identique. Cependant, très endommagé lors des deux guerres précédentes le « Vieux Château » n'est plus habité ; et le pavillon rescapé a été vandalisé et laissé pour compte aux intempéries et à la végétation. En 1952, le comte Olivier-Pomponne de Bazelaire (fils du général de Bazelaire de Ruppierre), architecte des bâtiments du « comte de Paris », acquiert de ce dernier la propriété, envahie de décombres et de végétation, pour le prix de la coupe de quelques arbres du parc. Il y fait réaliser d'importants travaux de réhabilitation, dont les douves sèches le « Pavillon des Oiseaux » et la remise en état du parc. Le propriétaire actuel (2016) est son petit-fils,.

### Enceinte préhistorique de Fort Harrouard
Classé MH (1934)
Le site archéologique de Fort Harrouard a été occupé dès le Néolithique. Son occupation s'est poursuivie pendant l'âge du bronze et au-delà.

### Dolmen et polissoir

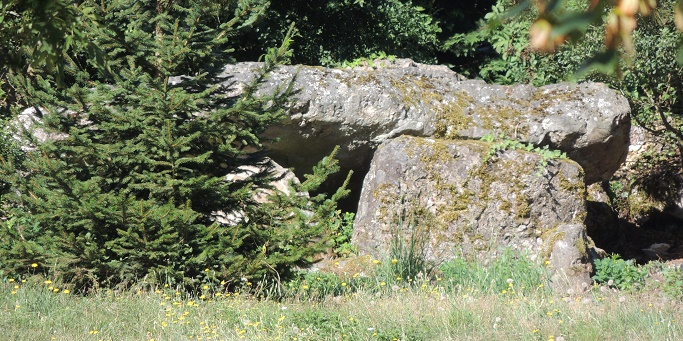
Dolmen et polissoir de la Ferme Brûlée.

Inscrit MH (1951)
Lieu-dit la Ferme Brûlée.

### Forêt domaniale de Dreux
La forêt de Dreux occupe une grande partie du territoire de la commune, avec un massif couvrant la limite Est (96 hectares), un traversant de part en part le centre de la commune (150 hectares), et un troisième en limite Ouest (191 hectares). Elle est classée forêt de protection depuis 2004.

### Autres lieux et monuments
- Les papeteries Firmin Didot sont situées sur trois sites au bord de l'Eure : Saussay, Sorel et le Moussel. Ces papeteries, partiellement détruites en 1987[37] et faisant partie du patrimoine architectural industriel de la commune, ont été aujourd'hui reconverties en locaux d'activités pour les artisans et les PME (Espace Didot).

Une statue d'Ambroise Firmin Didot est commandée en 1888 par le conseil municipal de Sorel-Moussel au sculpteur Félix Charpentier et inaugurée en 1890 sur la place Firmin-Didot. Il est représenté en pied, avec un livre dans la main droite, l'autre main sur la poignée d'une vis de presse.
- L'église Saint-Nicolas de Sorel (XVIe siècle)
- L'église Saint-Roch du Moussel (XVIIIe siècle).
- Le lavoir.
- À l'époque moderne, la forêt de Dreux aux alentours de Sorel était également appelée forêt de Crotais. Ce toponyme a probablement donné naissance au nom de Croth, le village voisin situé sur l'autre rive de l'Eure.

Le sentier de grande randonnée 22 qui relie Paris au Mont Saint-Michel passe en forêt de Dreux sur la commune de Sorel-Moussel, en limite de communes avec Rouvres.
- La vallée de l'Eure, sur le territoire de la commune de Sorel-Moussel, est classée zone spéciale de conservation dans le réseau Natura 2000[40].
- La Fabrique, chocolaterie artisanale, se trouve aux Christophes.

Lieux et monuments de Sorel-Moussel
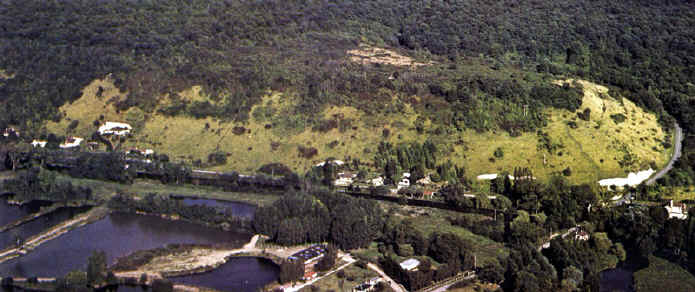
Vue aérienne de l'enceinte préhistorique de Fort Harrouard.
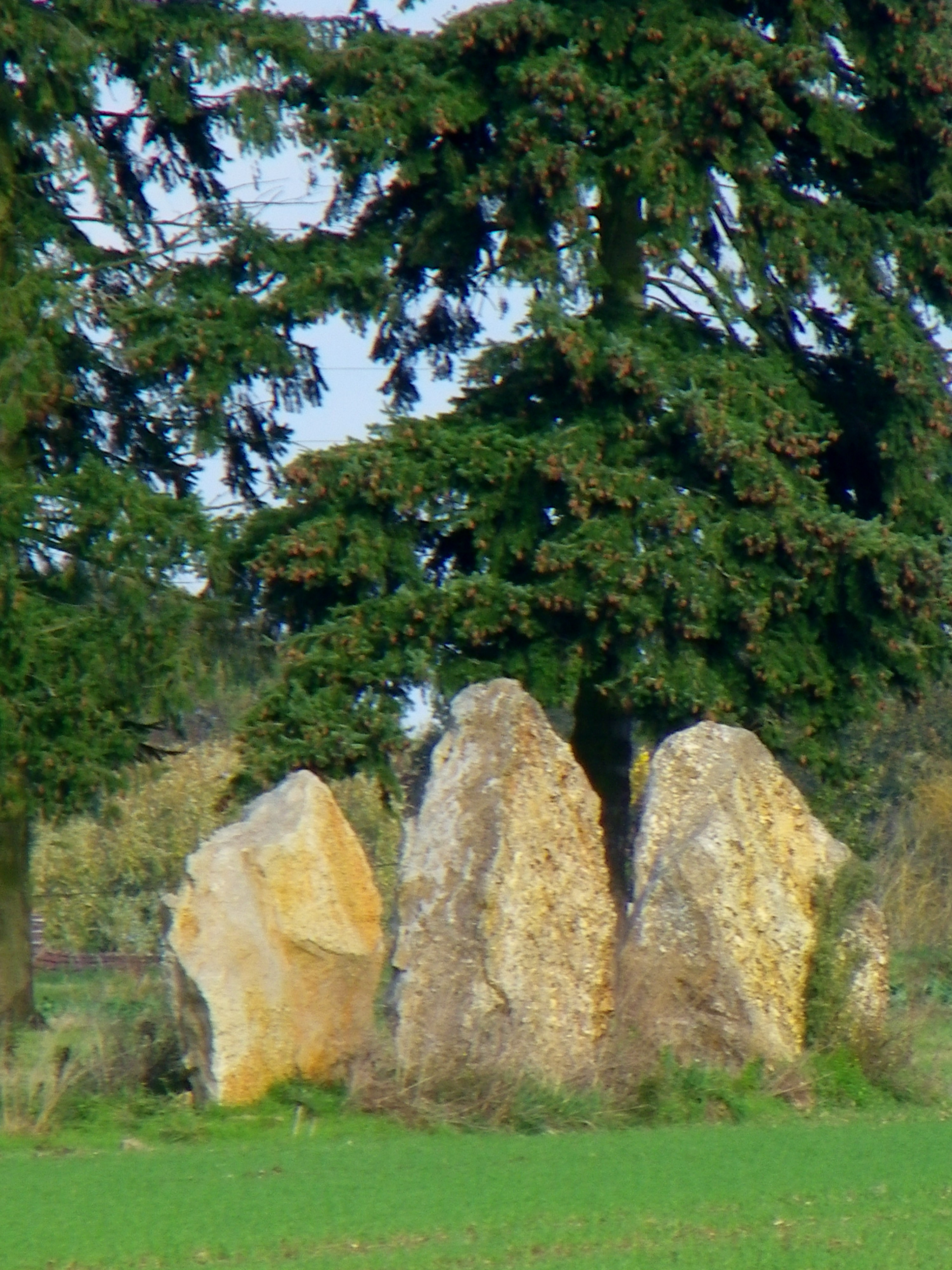
Pierres levées près du hameau des Vieilles Ventes.
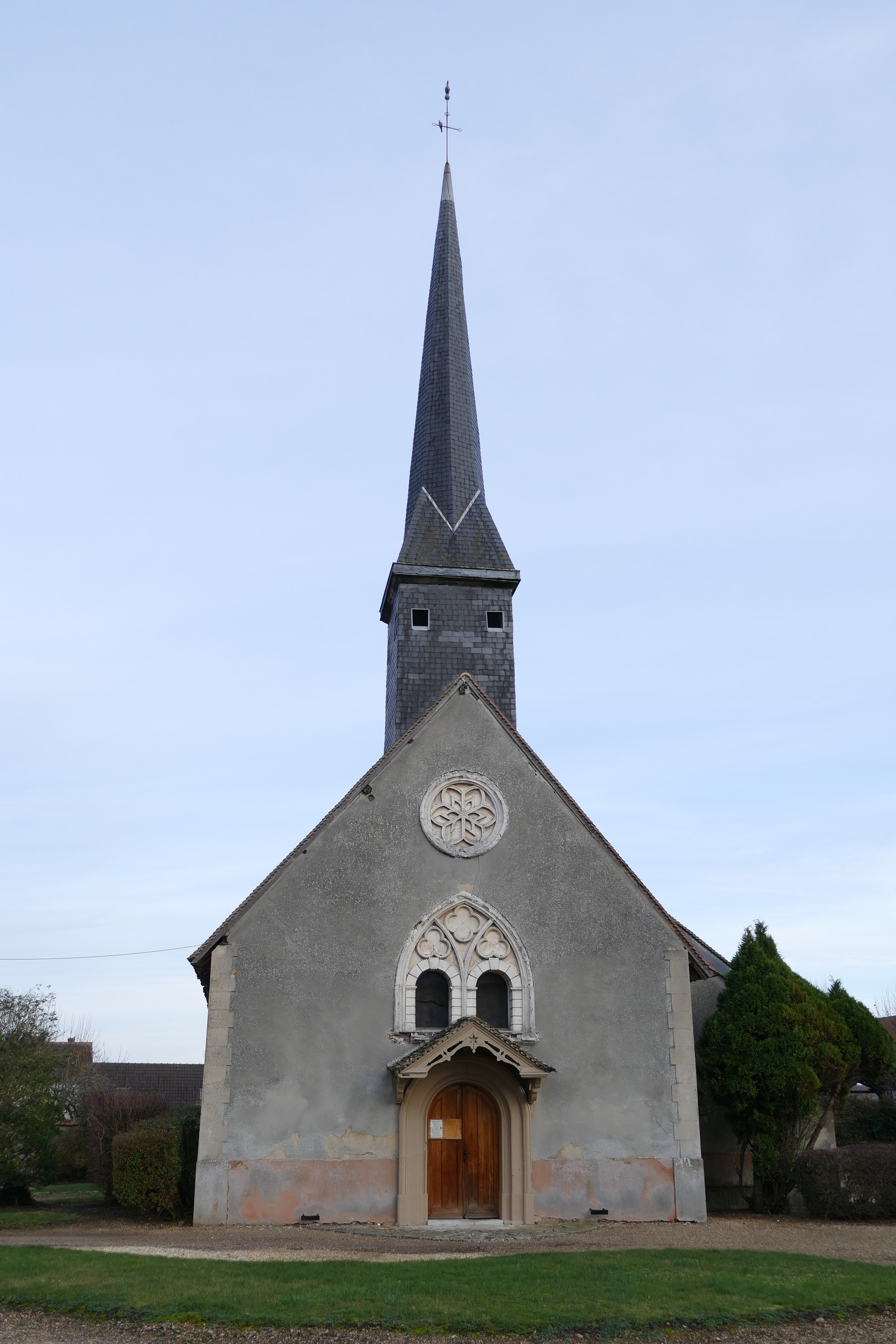
Église Saint-Roch du Moussel.
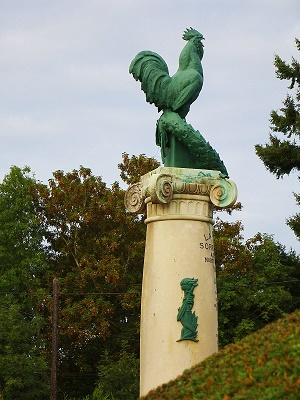
Monument aux morts de Sorel-Moussel.

## Personnalités liées à la commune
- L'imprimeur Firmin Didot (1764-1836), son fils aîné Ambroise Firmin Didot (1790-1876) et la famille Didot ;
- À quelques minutes à pieds de Croth, se trouve Sorel avec son oratoire Saint-Roch où Suzanne Delérablée, la mère de Jacques-Désiré Laval (1803-1864) allait prier pour qu’il soit protégé des épidémies d’alors ;
- La comédienne Sarah Bernhardt (1844-1923) venait en vacances aux Hauteurs de Sorel-Moussel ;
- Michel Monet (1878-1966), fils de Claude Monet, a vécu à Sorel-Moussel ;
- L'actrice Françoise Rosay (1891-1974) est inhumée au cimetière de Sorel-Moussel où elle possédait la maison dite « La Cerisaie » près de l'Eure ;
- Le dessinateur et scénariste Étienne Le Rallic (1891-1968) ;
- René-Jean Hesbert (1899 - 1983), né à Sorel-Moussel, moine bénédictin, musicologue grégorien, notamment spécialiste de manuscrits, membre de l'Académie des sciences, belles-lettres et arts de Rouen ;
- Le boxeur Kid Marcel, né Marcel Bouazziz en 1916 à Oran, Algérie, a vécu à Sorel-Moussel jusqu'à sa mort en 1990. Champion de France des poids moyens en 1950, il a combattu les grands noms de la boxe : Marcel Cerdan en 1937, Jean Walzack en 1945, Robert Villemain en 1946 et 1947, "Sugar" Ray Robinson en 1951, Cyrille Delannoit en 1946 et 1951. Il repose dans le cimetière communal[41].
- Michel Gallimard (18 février 1917 -  4 janvier 1960), fils de Raymond Gallimard, neveu de l'éditeur Gaston Gallimard le créateur des éditions Gallimard et directeur des éditions « La Pléiade », possédait une maison à Sorel-Moussel (non loin de celle de Françoise Rosay (1891 - 1974)). Il y a invité Albert Camus à plusieurs reprises. Les deux amis s'y retrouvaient tout comme à la maison forte du Panelier (près du Chambon-sur-Lignon en Auvergne) ou au château des Brefs au Clion-sur-Mer (lieu où fut terminé "La Peste"). Il repose dans le cimetière communal ;